# Johnny Buff

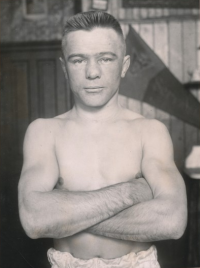
Johnny Buff (1921)

Johnny Buff (* 12. Juni 1888 in New Orleans, USA; † 14. Januar 1955) war ein US-amerikanischer Boxer im Bantamgewicht.

## Profikarriere
Im Jahre 1917 verlor er seinen Debütkampf. Am 23. September 1921 boxte er gegen Pete Herman um die universelle Weltmeisterschaft und siegte durch einstimmigen Beschluss. Diesen Gürtel verlor er am 10. Juli des darauffolgenden Jahres an Joe Lynch durch technischen K. o. in Runde 14.
Im Jahre 1926 beendete er seine Karriere.